# Tuři Svitavy
El Tuři Svitavy es un club de baloncesto profesional de la ciudad de Svitavy, que milita en la Kooperativa NBL, la máxima categoría del baloncesto checo. Disputa sus partidos en el Na Střelnici, con capacidad para 820 espectadores.

## Historia
El primer equipo de baloncesto de Svitavy se creó en el año 1951, bajo el nombre de TJ Svitavy.
Comenzó una nueva era de baloncesto en Svitavy después de la construcción del polideportivo Na Střelnici, en agosto de 2001, que ayudó al crecimiento y a la mejora del deporte en la ciudad. Ese año se fundó el Basketbal Svitavy, formando parte por entonces del TJ Svitavy.
En la temporada 2010/2011, Svitavy recibió una licencia para participar en la Mattoni NBL, donde permanece en la actualidad. En la temporada 2011/2012, el club cambió su nombre a QANTO Basketbal Svitavy.

## Nombres
- 2001 – 2011: Basketbal Svitavy
- 2011 – 2012: QANTO Basketbal Svitavy
- 2012 – 2013: Tuři Svitavy
- 2013 – 2015: QANTO Basketbal Svitavy
- 2015 – 2016: Bohemilk Tuři Svitavy
- 2016 – actualidad: Tuři Svitavy

## Resultados en liga
| Temporada | Nombre                  | Liga            | Posición | Play-Offs        |
| --------- | ----------------------- | --------------- | -------- | ---------------- |
| 2010/11   | Basketbal Svitavy       | Mattoni NBL     | 11.º     |                  |
| 2011/12   | QANTO Basketbal Svitavy | Mattoni NBL     | 9.º      |                  |
| 2012/13   | Tuři Svitavy            | Mattoni NBL     | 12.º     |                  |
| 2013/14   | QANTO Basketbal Svitavy | Mattoni NBL     | 11.º     |                  |
| 2014/15   | QANTO Basketbal Svitavy | Kooperativa NBL | 9.º      |                  |
| 2015/16   | Bohemilk Tuři Svitavy   | Kooperativa NBL | 8.º      | Cuartos de final |

## Jugadores destacados
| - Riley Barker - Jahmal Jones - Ognjen Petrović - Jere Vucica - Petr Andres - Martin Bašta - Vojtech Bratcenkov - Pavel Harcar - Libor Havránek - Ladislav Horák - Milan Jaros - Jiří Jelínek - Radek Jurka - Radim Kramný - Tomas Macela | - Pavel Miloš - Luboš Moravec - Ondřej Peterka - Marek Sehnal - Lukáš Šindelář - Michal Šotnar - Jan Špaček - Tomáš Teplý - Martin Vaňák - Stanislav Votroubek - Brian Egwuatu - Paweł Mróz - Djordje Stankovic - Richard Leško - Martin Sýkora | - T.J. Bannister - Travis Bledsoe - Evan Bruinsma - Jason Davis - Michael Deloach - Nicchaeus Doaks - Ethan Jacobs - Kenny Kornowski - David Kyles - DeAndre Mays - Hunter Mickelson - Brett Roseboro - Boris Meno - Ravone George |